# Arne Eggen
Arne Eggen (Trondheim, 28 augustus 1881 – Bærum, 26 oktober 1955) was een Noors componist en organist.

## Achtergrond
Arne Eggen werd net als broer Erik Eggen (ook componist) geboren binnen het gezin van horlogemaker Johan Andreas Eggen (1848-1927) en Berte Eriksen Kurud (1848-1927), die vijf kinderen kregen. Hij huwde in 1916 met Engel Johanne Othilie Sparre Gulbranson (18 juli 1878 – 1 juni 1918). Zijn vrouw overleed al binnen twee jaar na het huwelijk. Zij was de zuster van de fameuze operazangeres Ellen Gulbranson.

## Muziek
De bedoeling was dat hij leraar werd. Nadat hij een kleine studie had afgerond wendde hij zich tot het bespelen van het orgel en compositie. Hij kreeg lessen van Catharinus Elling (compositie) , Peter Lindeman (orgel) en Christian Johnson (piano). In 1905 studeerde hij af aan de voorloper van het Conservatorium van Oslo. Verdere studies vonden plaats aan het Conservatorium van Leipzig bij Stephan Krehl (compositie) en Karl Straube (orgel). Na een jaar werd hij benoemd tot organist van de Bragerneskerk te Drammen, een functie die op 1 seizoen na (1909/1910) beoefende van 1907 tot 1924. Vanaf 1924 was het achtereenvolgens organist in Bryn en de Tanumkerk in Baerum, alwaar hij in 1955 overleed. Vanaf de jaren 20 was hij voorts betrokken bij de Noorse componistenbond, die zich toen in een crisis bevond. De strijdende partijen (de behoudenden tegenover de vooruitstrevenden) moesten in die tijd bijeengebracht worden. Eggen was van 1928 tot 1945 voorzitter van die bond en werd bij zijn afscheid benoemd tot erevoorzitter. Hij was in die tijd ook betrokken bij TONO, de auteursrechteninstantie in Noorwegen (1927-1945). Vanaf 1934 kreeg hij een staatstoelage.

## Werken
Van zijn verscheen een aantal werken. Hij bouwde daarin voort op de traditie die gestart was door Edvard Grieg en Johan Svendsen, maar ook bleef hij trouw aan zijn docent Straube. Gezien de ontwikkelingen in de klassieke muziek van de 20e eeuw paste hij meer dissonantie toe. Ook flirtte hij met Neoclassicisme. Echter bijna alles werd vergeten, behalve enkele van zijn liederen in de romantische stijl op teksten van Arne Garborg en Bjørnstjerne Bjørnson.

### Oeuvre

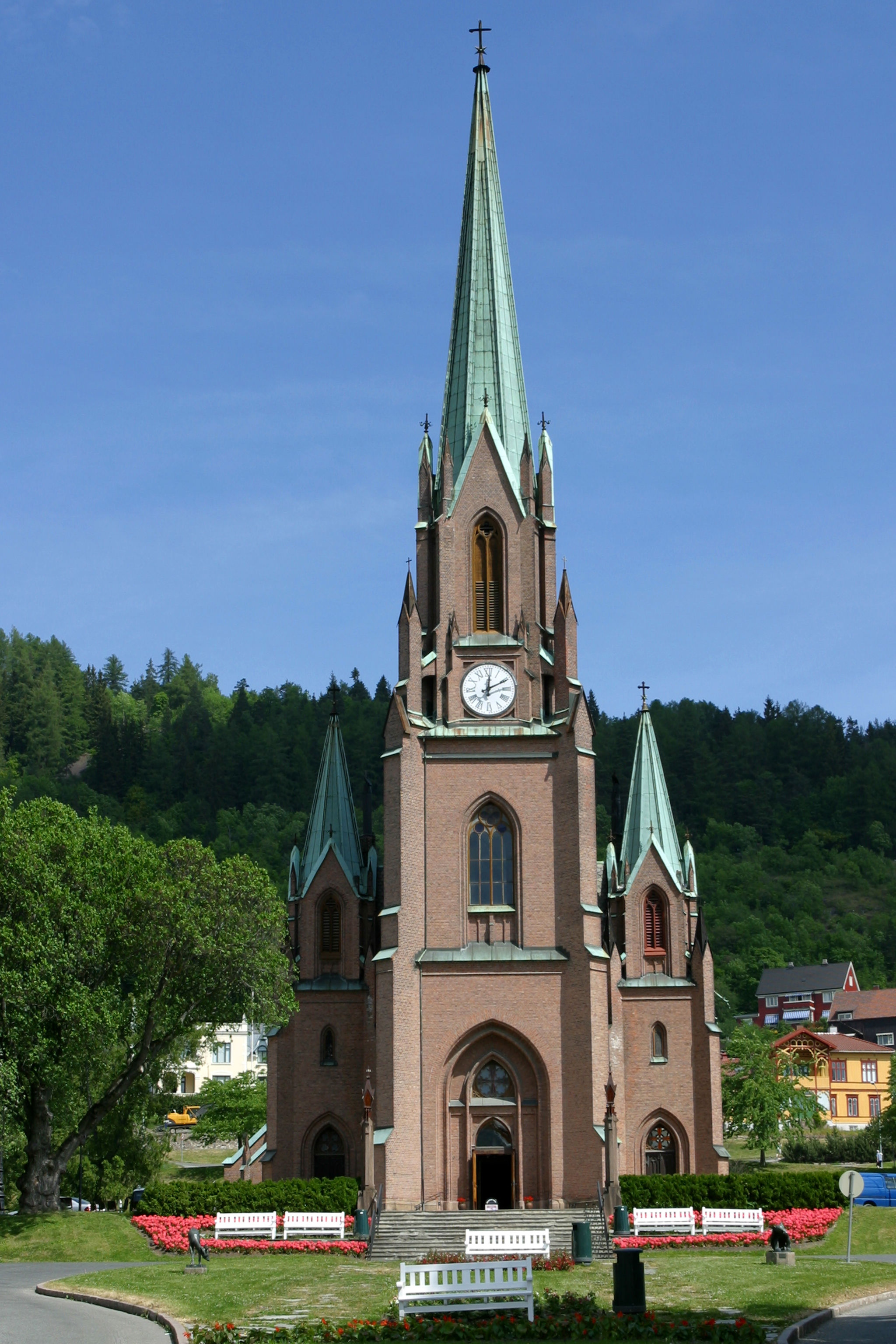
Bragerneskerk

- 1915: Liti Kjersti, melodrama op tekst van Hulda Garborg, een première volgde pas in 1933
- 1917: Ciaconna in g mineur voor orgel, een werk in de traditie van Johann Sebastian Bach en Max Reger, dat heden ook nog aan het begin van de 21e eeuw wordt gespeeld; later schreef Eggen hiervan een versie voor orkest
- 1920: Symfonie in g mineur voor orkest; uitvoering 4 maart 1920 door de voorloper van het Oslo Filharmoniske Orkester onder leiding van de componist[2]
- 1921: cantate voor het 50-jarig jubileum van de Bragerneskerk
- 1929: Mjøsen voor koor, piano en orkest, op tekst van Hulda Garborg
- 1931-1940: Olav Liljekrans, opera op basis van het werk van Henrik Ibsen), première 11 juni 1940 in het Nationaltheatret
- 1930: Kong Olav, oratorium op tekst van Olav Gullvåg, première 1933 door Ceciliaforeningen
- 1943-1948: Cymbelin, opera op basis van het werk van William Shakespeare, première op 7 december 1951 eveneens in het Nationaltheatret
- 1948: Til en gammel kirke, lied op tekst van Thomas Nordtømme
- Sonate voor viool en piano in G majeur
- Sonate voor viool en piano in a mineur
- Sonate voor cello
- Suite voor viool en piano
- Høst, lied op tekst van O. Bull
- Aere det evige foraar i levet, lied op tekst van Bjornson
- Hald ut mit hjarte, lied op tekst van Orjasaeter
- Ut, ja ut, der vat normenss traa, lied op tekst van Per Sivle
- Sporven, lied op tekst van Arne Garborg
- Det gulnar, lauvet, lied op tekst van Aasen
- Cantate voor het 100-jarig bestaan van Drammen
- En dalende dag

## Concert
- 13 april 1915: Componistenavond van Eggen in de concertzaal van Brødrene Hals met uitvoering van een aantal liederen en zijn beide sonates voor viool en piano[3]
- 28 november 1918: Concertzaal Brødrene Hals; Concert met Edvin Kallstenius, Lalla Møller en Oscar Gustavson met vier liederen van Eggen door Møller en een Sonate voor viool en piano door Eggen en Gustavson

- Bibsys: 90395748
- Bibliothèque nationale de France: cb13972676z (data)
- CiNii: DA12789874
- Gemeinsame Normdatei: 114637156X
- International Standard Name Identifier: 0000 0003 5457 5400
- KulturNav: f9bab4b9-07e0-4f90-9e2e-05d9057944d5
- Library of Congress Control Number: n82019973
- Nationale Bibliotheek van Letland: 000338383
- MusicBrainz: 02d5d8a2-066f-4240-a7e1-9a4c05cb3b2c
- Nationale Bibliotheek van Israël: 987007395683005171
- SNAC: w6fk4j53
- Virtual International Authority File: 42033246
- WorldCat: E39PBJtxmdTcVdGCCvMCgWJ7HC